# Cerkiew Przemienienia Pańskiego w Sasinach
Cerkiew pod wezwaniem Przemienienia Pańskiego – prawosławna cerkiew parafialna w Sasinach. Należy do dekanatu Bielsk Podlaski diecezji warszawsko-bielskiej Polskiego Autokefalicznego Kościoła Prawosławnego.

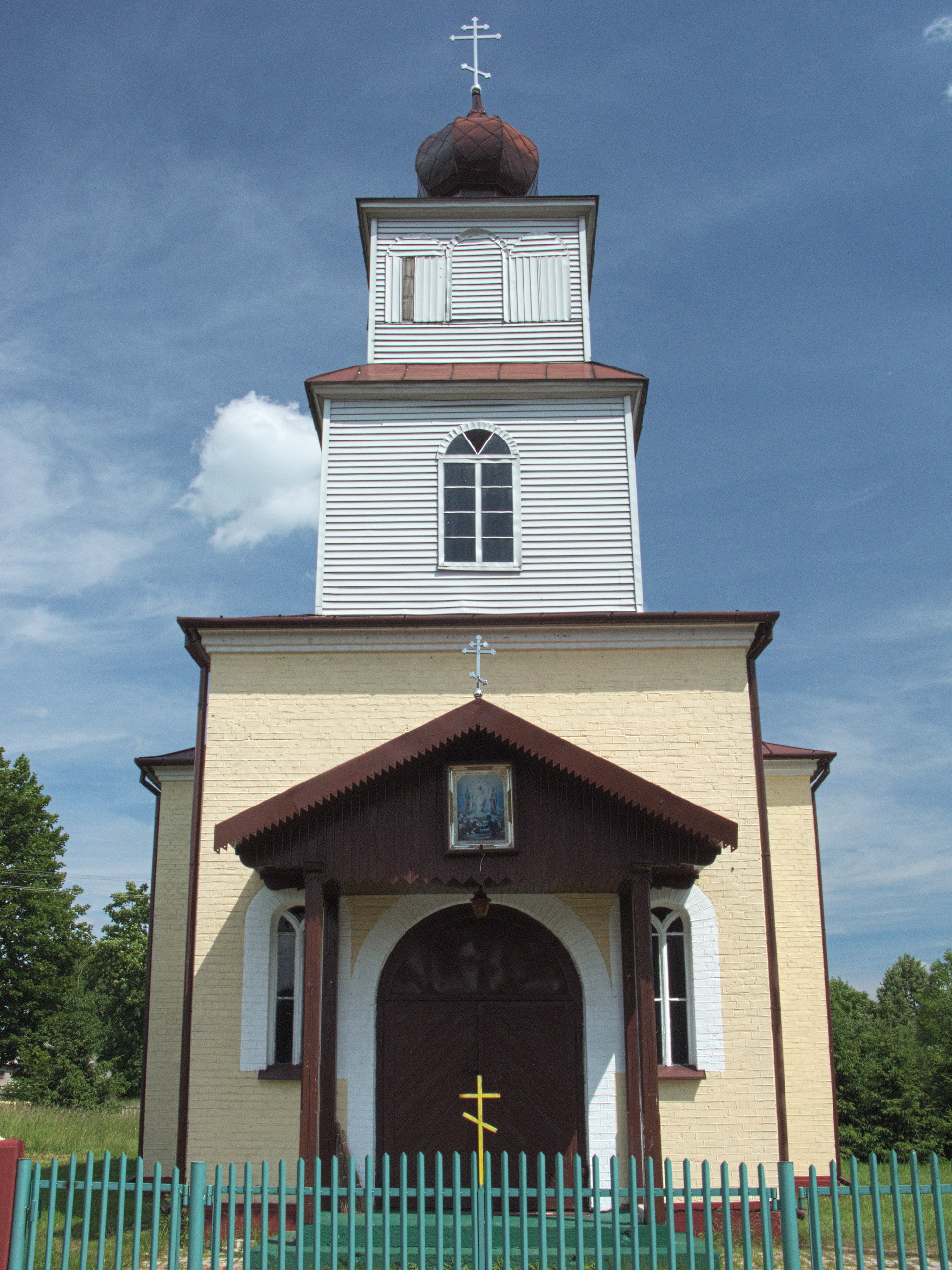
Cerkiew od frontu

Pierwsza świątynia prawosławna w Sasinach została ufundowana przez rodzinę Kaleczyckich prawdopodobnie w XVII w.. Według podania powodem wzniesienia świątyni było odkrycie źródełka uznanego za cudowne. Cerkiew w Sasinach była siedzibą parafii do 1835, gdy jej status został zmieniony na filialną świątynię parafii św. Barbary w Milejczycach. W tym samym okresie dokonano remontu cerkwi i 12 listopada 1867 ponownie ją wyświęcono. Kolejny remont miał miejsce w latach 80. XIX w., również po nim świątynia została ponownie konsekrowana, w dniu 25 lipca 1885. 14 lipca 1901 cerkiew ponownie uzyskała status parafialnej. W latach 1904–1905 po raz kolejny przeprowadzono remont obiektu, zaś w 1907 przebudowano trójkondygnacyjną dzwonnicę z trzema dzwonami.
Cerkiew w Sasinach spłonęła w pożarze w lecie 1947. Jej odbudowa trwała siedem lat, zaś uroczyste poświęcenie miało miejsce 9 października 1958. W 1997 budynek wyremontowano, odnawiając także część utensyliów liturgicznych oraz ewangeliarz. We wnętrzu świątyni znajduje się trzyrzędowy ikonostas.